# لوزوا
لوزوا (به لاتین: Lozva) یک رود در روسیه است که در استان سوردلوفسک واقع شده‌است.